# ژرمی روآ
ژرمی روآ (فرانسوی: Jérémy Roy‎؛ زادهٔ ۲۲ ژوئن ۱۹۸۳) دوچرخه‌سوار اهل فرانسه است.
از باشگاه‌هایی که در آن رکاب زده‌است می‌توان به تیم دوچرخه‌سواری اف‌دی‌جی اشاره کرد.